# Panthea apanthea
Panthea apanthea là một loài bướm đêm thuộc họ Noctuidae. Nó là loài duy nhất được tìm thấy ở three areas ở tây nam Hoa Kỳ, Coconino County và Apache County (White Mountains) in Arizona, và El Paso County in east-miền trung Colorado.
Sải cánh khoảng 30 mm đối với con đực và khoảng 36 mm đối với con cái. Con trưởng thành bay vào đầu tháng 8.